# Bellburns
Bellburns est une localité vivant de la pêche située sur la côte ouest de l'île de Terre-Neuve dans la province de Terre-Neuve-et-Labrador au Canada. La population y était de 65 habitants en 1911, 89 en 1940 et 83 en 2006.

## Annexe